# 军舰进行曲
軍艦進行曲（日语：或，或直譯為軍艦行進曲）是由日本海軍軍樂師瀨戶口藤吉作曲、博物学者鳥山啓作詞的進行曲，爲日本具代表性的進行曲，亦是舊帝國海軍及現在的海上自衛隊之官方進行曲，會在下水典禮、出港典禮和觀艦式等各種活動中演奏。

## 歌詞
作詞：鳥山啓　作曲：瀨戶口藤吉（詞、曲著作權已消失）
（※和語詞以平假名注音，漢語詞以片假名注音。）
| 原文 | 新字新假名版 | 譯文                                                                                                | 可唱譯文                                                                                  |
| --- | --- | --------------------------------------------------------------------------------------------------- | ----------------------------------------------------------------------------------------- |
| -{守るも攻むるも黑鐵の 浮かべる城ぞ賴みなる 浮かべるその城 日の本の 皇國の四方を守るべし 眞鐵のその艦 日の本に 仇爲す國を攻めよかし}- | -{守るも攻むるも黒鉄の 浮かべる城ぞ頼みなる 浮かべるその城 日の本の 皇国の四方を守るべし 真鉄のその艦 日の本に 仇為す国を攻めよかし}- | 守攻兼備的黑鐵 是可信賴的水上浮城 日本的水上之城 守護着皇國的四方 真铁铸造的日本軍艦 击溃仇敵的國家 | 守攻兼備的黑鐵 是可信賴水上之城 日本的水上之城 鎮守皇國四方 鋼鐵的日本軍艦 擊潰仇敵的國家 |
| -{石炭の煙は大洋の 龍かとばかり靡くなり 彈擊つ響きは雷の 聲かとばかり響むなり 萬里の波濤を乘り越えて 皇國の光 輝かせ}-                | -{石炭の煙は大洋の 竜かとばかり靡くなり 弾撃つ響きは雷の 声かとばかり響むなり 万里の波濤を乗り越えて 皇国の光 輝かせ}-                | 大洋上的煤炭浓煙 随风和巨龙一起飛翔 砲彈射擊的声响 犹如雷鸣 乘着波涛跨越万里 辉耀皇国之光           | 大洋上煤炭黑煙 隨風和巨龍一起飛翔 砲彈射擊的聲響 聲音如雷貫耳 跨越萬里波濤 發揚皇國光輝   |
| -{海行かば 水漬く屍 山行かば 草生す屍 大君の 邊にこそ死なめ 長閑には死なじ}-                                                          | -{海行かば 水漬く屍 山行かば 草生す屍 大君の 辺にこそ死なめ 長閑には死なじ}-                                                          | 海行兮 願為水中浮屍 山行兮 願為草下腐屍 大君身邊而死 无悔无憾                                       | 海行兮 願為水中浮屍 山行兮 願為草下腐屍 大君身邊死 義無反顧                               |
| （後奏） | | |                                                                                           |

- 第三節的歌詞即《海行兮》。最初將《海行兮》作爲間奏以「前奏→第1節→海行兮→第2節」的順序歌唱，現今通常順序是「第1節→第2節→海行兮→後奏」。
- 也有將《海行兮》替換成《雪之進軍》的版本（前奏→第1節→雪之進軍→第2節）、和不歌唱《海行兮》的版本（前奏→第1節→間奏→第2節）。

## 變遷
1893年（明治26年）8月18日發行的《小學唱歌》卷之六下刊載了由博物學家鳥山啓作詞、作曲家山田源一郎作曲的《軍艦》。1896年（明治29年），橫須賀海兵團軍樂隊的軍樂師（相當於准士官）瀨戶口藤吉（其時名爲「大山藤吉」）在前輩田中穗積的勉勵下，試著爲《軍艦》重新譜曲。同年10月15日，巧合的是在其長女出生的同一天，新曲完成。瀨戶口以二拍子、大調音階譜成的《軍艦》新旋律，展現出與山田源一郎創作的三拍子原曲完全不同的風格。
1897年（明治30年）1月在公共場合首次演奏。1900年（明治33年），因應海軍在神戶舉行觀艦式的需要，1月，瀨戶口進一步將《軍艦》改寫成吹奏樂演奏用的《軍艦進行曲》。其采用西洋進行曲創作最常使用的三段體結構作成：簡四小節短而有力的前奏帶出旋律，經過一次反覆進入中段部分。中段旋律引用宮內省雅樂局樂師東儀季芳於1880年（明治13年）譜作的海軍儀制曲《海行兮》（與信時潔1937年（昭和12年）作成的同名作品旋律不同）。其後在觀艦式上演奏。
通常把帶歌詞的演唱版稱作《軍艦》，無歌詞的演奏版稱作《軍艦進行曲》。
最初《軍艦進行曲》爲降B大調，但由於音調太高使成員裡多爲男性的軍人難以唱出、於1910年（明治43年）被移調降低音高改編成G大調，在大正時代末期又改爲F大調，即現在的版本。
在旋律被修改後海軍改爲演奏新版本，陸軍仍長時間使用海軍昔日提供的舊樂譜，故即便在同一時期海軍與陸軍的演奏錄音亦有些許差異。昭和初期電錄音普及後的民間軍樂團的演奏錄音裡依然使用舊樂譜的亦不少。但海軍軍樂隊留下一份音高更高、演奏速度相當快的C大調錄音，可能是唱片播放時轉速快於錄音所造成的現象。
除了各種軍用的吹奏樂版本，亦有1910年（明治43年）7月16日在日比谷公園音樂堂演奏的管弦樂版.
本曲在戰前深受喜愛並於各種場合被演出。1912年（大正元年）8月制定的海軍儀制曲即有收錄，並規定「於下水典禮船體滑走或觀兵式（分列式、閲兵式）開始行進時」演奏。
1941年（昭和16年）12月8日日本對美宣戰時，本曲曾在電台反覆播放。
本曲著作權歷經寶麗多唱片、海軍省、大藏省之手，1991年（平成3年）著作權保護期限屆滿後進入公有領域。
現今爲海上自衛隊的指定禮儀曲，由文件《關於統一禮儀曲》（「http://www.clearing.mod.go.jp/kunrei_data/e_fd/1986/ez19860506_02152_000.pdf （页面存档备份，存于）」）規定於以下場合演奏：

1. 觀艦式中艦隊行進時
2. 自衛艦旗授旗式中船員登艦時
3. 自衛艦命名式中艦船下水時
4. 其他被認爲必要的場合

## 相關
- 本曲的英文譯名爲「March "Man-of-War"」[9]。
- 在日本有著本曲與約翰·菲利普·蘇沙的《星條旗永不落》、卡爾‧泰克（德语：Carl Teike）的《舊友》合稱「世界三大進行曲」的傳言，事實上國際音樂界並無此種說法[10]。
- 本曲的曲調亦被用作緬甸軍歌（Bama Doe Ye Tatmadaw，「緬甸軍隊」）的曲調[10]，由軍方運營的電視台每天早晨都會播放此曲。大東亞戰爭末期，由受過日本教育的包括翁山將軍在內的「三十志士」爲中心創立了緬甸獨立義勇軍。因軍隊內部通用日語，日本的軍歌也在此時口耳相傳，其後便將《軍艦進行曲》填上緬甸語歌詞作爲軍歌。在緬甸首都奈比多的軍事博物館，館內的背景音樂一直是《軍艦進行曲》及《愛馬進軍歌（日语：愛馬進軍歌）》的曲調，兩曲已完全成爲緬甸的歌曲。

### 戰後運用

#### 日本
- 雖然在當代很罕見，但在戰後長時間成爲彈珠機店必備的背景音樂。1951年（昭和26年）春，東京有樂町的彈珠機店擴音器以大音量播放此曲。丸之內警署（日语：丸の内警察署）的巡查將店主押送至美軍憲兵本部，負責的官員聽了錄音後告知他們「因爲只是旋律並無歌詞，所以沒有問題」。據研究吹奏樂和音樂的原海自東京音樂隊隊長谷村政次郎所言，此事或許成爲《軍艦進行曲》在彈珠機店大量流行的契機[11]。直到上世紀80年代一直作爲彈珠機店廣告的背景音樂，故本曲在日本常被同彈珠機店聯繫起來。在日本動畫《烏龍派出所》中，每當主角不良警官兩津勘吉翹班跑去打彈珠機時，背景音樂均是《軍艦行進曲》。
- 1969年日本二戰電影《啊！海軍》（あゝ海軍），配合開場演職員表的鏡頭序列，完整地使用了《軍艦行進曲》。
- 1988年高畑勳執導的日本動畫電影《螢火蟲之墓》背景設定在二戰末期日本即將戰敗之際，在男主角對妹妹敘述小時候觀看聯合艦隊閱兵的經歷之場景，背景音樂即爲《軍艦進行曲》。
- 小學生漫畫版（日语：てんとう虫コミックス）《哆啦A夢》第14卷《遙控大海戰》中，戰艦大和伴隨著《軍艦進行曲》的旋律登場。
- 岩手縣立盛岡第一高等學校的校歌，其旋律與進行曲「軍艦」相同。在舊制盛岡中學校時代，同校為宮澤賢治與石川啄木等文化人及米内光政與及川古志郎等海軍軍人輩出，在昭和43年（1968年）第50回全國高校野球選手權大會中擊敗了德島縣代表鴨島商業高等學校，因而阪神甲子園球場播放了進行曲「軍艦」。實際上，雖然旋律相同，但該校歌的節奏比較慢，而其長時間口傳的旋律亦多少有點變化，所以與軍艦行進曲確有點分別。

- 行進曲軍艦之碑

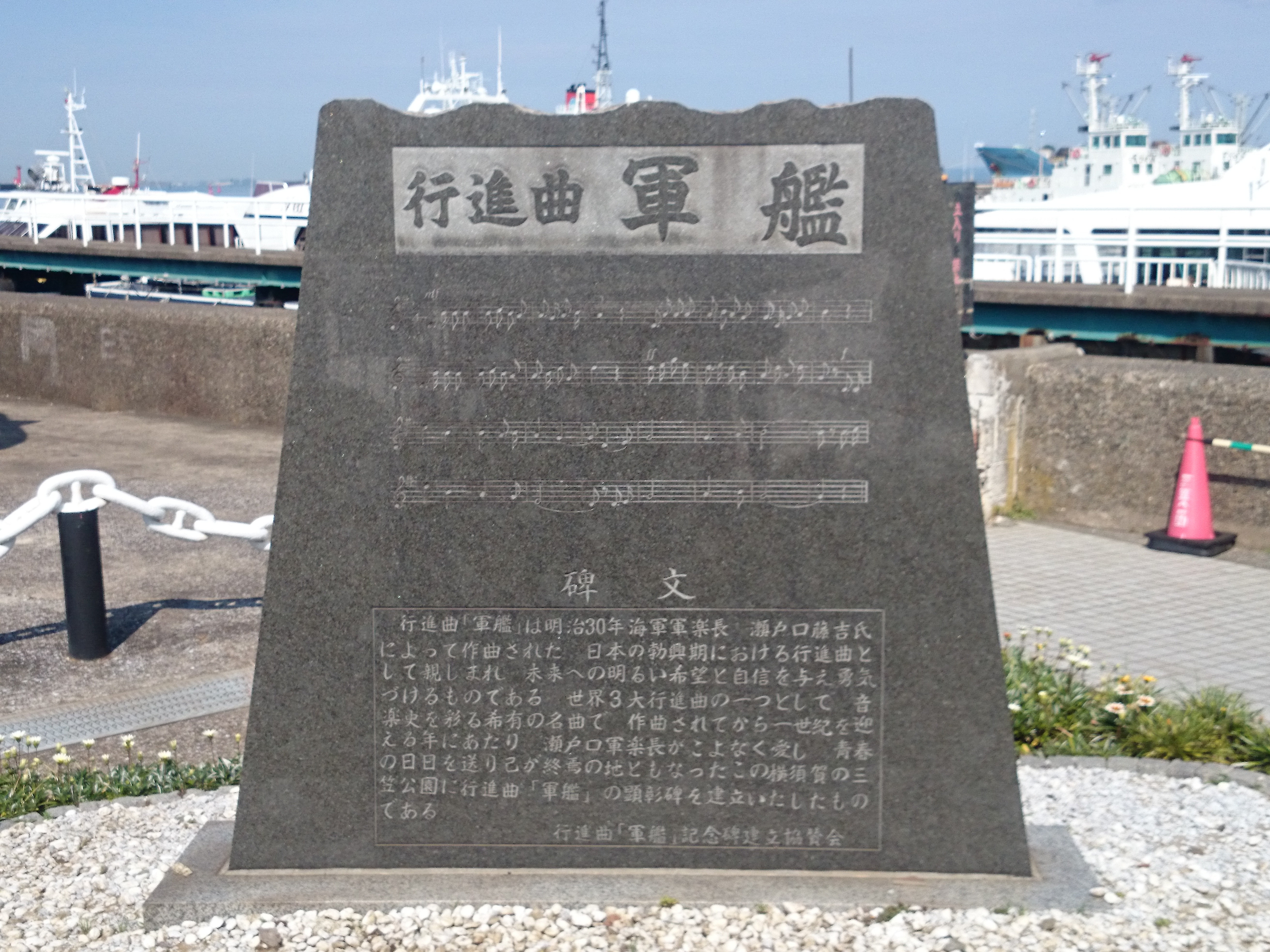
行進曲軍艦之碑（神奈川縣横須賀市三笠公園）

  - 市民團體於1996年（平成8年）建立了「行進曲軍艦之碑」。碑的正面記錄了旋律，旋律爲G大調，背面則爲歌詞。紀念碑修建之際，雖已獲得市長的設置許可書，但横須賀市公園管理課有一位負責職員，以歌詞内容「好戰」的理由示以難色。在紀念碑揭幕儀式之際，其獨斷地將並不顯眼的歌詞部分用黑色塑料薄膜覆蓋隱藏。其後歌詞部分又被不明人士塗上混凝土。最終有志者將紀念碑修復，令記載的歌詞重現[12]。

#### 美國
- 1983年（昭和58年）5月，時任内閣總理大臣的中曾根康弘前往美國維吉尼亞州威廉斯堡參加G7峰會。因其曾於舊帝國海軍擔任主計少佐（日语：少佐），美國陸軍軍樂隊（英语：United States Army Band）演奏本曲歡迎之。該樂譜是1975年（昭和50年）海自練習艦隊訪問華盛頓時贈予美国海军乐队的，被陸軍借用。以軍歌歡迎首相的行爲在日本被視爲不合禮節而引起騷動。曾在海自幹部學校留學的美國海軍中校James E. Auer在《華盛頓郵報》上投稿說「《軍艦進行曲》相當於美國的《起錨歌》，對曾在海軍服役的中曾根首相演奏此曲並無任何失禮之處」[10]。

#### 其他東亞國家
- 1947年臺灣二二八事件期間，佔領臺北放送局的群衆播放《軍艦行進曲》呼籲起義。
- 姜文執導的2000年電影《鬼子来了》在影片開場及後來多處場景中都使用了《軍艦行進曲》作为其配乐。
- 最早描寫國軍抗戰的中華人民共和國電影《血戰台兒莊》，在影片開場也使用了經過改編的《軍艦行進曲》。在另一個場景中，當日軍軍官向上級電話通報日軍已佔領台兒莊大部，此時《軍艦行進曲》再度被用作配樂，儘管畫面上出現的是日本陸軍而非海軍陸戰隊。
- 2017年韓國二戰電影《軍艦島》，同樣在開場使用了《軍艦行進曲》。
- 在曾受日本統治的台灣與東南亞，本曲的知名度不低，有時在廣告中作為背景音樂使用。例如斯斯感冒膠囊曾推出本曲配樂的廣告。[13]
- 台灣亦曾有政治人物競選時以該曲配樂，最著名者為曾任省議員、立法委員的郭國基。
- 2018年中華民國地方公職人員選舉，苗栗縣縣長候選人朱泰平亦使用該曲用於宣傳車上。
- 在中國國民黨111年週年（2005年）黨慶頒發獎狀時，錯誤將本曲當作為背景音樂播放[14]。
- 2005年6月，一名曾参加过抗日战争的老兵王先生在某网上论坛愤怒发帖称广州的中海康城小区幼儿园每天早上都会播放该进行曲。记者闻讯后于6月14日和15日就此事前往当事幼儿园观察，发现老兵所言果然不假，但该园负责人却表示不知此曲来历。之后，在天河区教育局的介入下，该幼儿园表示将换掉早上播放的歌曲。[15]
- 2005年8月，江苏丹阳市某机关离休人员许先生偶然发现一年轻人使用了二战时期日本海军军歌《军舰进行曲》作为手机铃声，此事被记者调查并报道。截至记者发稿时，提供该款手机铃声的“南京普天王芝通信有限公司”客服部并未进行解释；但当记者再次打开该铃声的下载页面，发现《军舰进行曲》铃声已被删除。 [16]
- 2009年9月5日，有游客游玩江苏南京中山陵时，发现在无梁殿后，烈士墓前的一个电子打靶的娱乐项目配有该进行曲。该游客将此事反映给中山陵管理局后，管理局派人取缔了相应摊位。[17][需要較佳来源]
- 2014年9月11日，上海市震旦外国语幼儿园某班在毕业典礼上使用此音乐引起争议。幼儿园方表示，“该班班主任在为幼儿击鼓表演寻找背景音乐时，用手机搜索到的。由于该音乐无歌词和其他语言提示，这位班主任未能识别音乐内容和来源。”事后幼儿园董事会对园长和相关教师作出了停职检查的决定。[18]
- 2024年8月14日，中華民國空軍嘉義基地舉行開放日活動期間，國軍樂隊演奏此曲引起議論。前空軍副司令張延廷批有關行為「怎麼可以歌頌當時的殺戮者」。[19]

## 記錄物

### CD
- （國王唱片，1998年4月24日發售）

### 樂譜
- 吹奏樂版（音樂之友社，絕版）
- 吹奏樂版（三戶知章、瀨戶口晃 編曲）（共同音樂出版社，絕版）
- 吹奏樂版（和田直也 編曲）（TRN Music）

### 引用
1. ↑  軍艦行進曲 （页面存档备份，存于）—國立臺灣歷史博物館臺灣音聲100年
2. ↑  勝利機公司發行日語唱片《軍艦行進曲》10吋蟲膠唱片 （页面存档备份，存于）—國立臺灣歷史博物館典藏網
3. 1 2 3  . JMSDF Band,Tokyo.   [2018-12-31]. （原始内容存档于2021-07-17）. （日語）
4. ↑  瀬戸口藤吉、『軍艦行進曲』、音楽社（東京）、明治43年7月、NDL 40073316、NDLJP: 855207。
5. 1 2  . .   [2018-02-22]. （原始内容存档于2021-04-29）. （日語）
6. 1 2 3 4  . . : .   [2021-07-17]. ISBN 9784816922831. （原始内容存档于2021-08-15）.  .   [2021-07-17]. （原始内容存档于2021-07-17）. （日語）
7. ↑  . .   （日語）
8. ↑  -{（１）観閲式における観閲行進の場合
（２）自衛艦旗授与式における乗組員乗艦の場合
（３）自衛艦命名式における進水の場合
（４）その他必要と認められる場合}-
9. ↑  . JMSDF Band,Tokyo.   [2018-12-31]. （原始内容存档于2022-01-06）. （日語）
10. 1 2 3  . JMSDF Band,Tokyo.   [2018-12-31]. （原始内容存档于2021-07-17）. （日語）
11. ↑  . . : .  （日語）
12. ↑  斯斯膠囊系列廣告歌曲 啦啦隊篇 （页面存档备份，存于），youtube。
13. ↑  大公網報導 的存檔，存档日期2007-09-27.
14. ↑  四川在线. . 网易. 17 June 2005  [14 September 2014]. （原始内容存档于2014-09-14） （中文（中国大陆））.
15. ↑  现代快报. . 新华网江苏频道. 19 August 2005  [14 September 2014]. （原始内容存档于2014年9月14日） （中文（中国大陆））.
16. ↑  尘世沉思. . 天涯杂谈. 5 September 2009  [14 September 2014]. （原始内容存档于2019-10-06） （中文（中国大陆））.
17. ↑  . 人民网. 11 September 2014  [12 September 2014]. （原始内容存档于2014-09-12）.
18. ↑  黃麗蓉. . 中時.   [2024-09-12]. （原始内容存档于2024-09-12）.

## 關連項目
- 軍歌
- 奧田良三